# Global File System
Global File System – system plików dla klastrów wysokiej dostępności. 
Pozwala każdemu komputerowi klastra jednocześnie i bezpośrednio używać urządzenia blokowego współdzielonego pomiędzy nimi (poprzez FC, iSCSI, NBD, itp.). GFS odczytuje i zapisuje urządzenie blokowe podobnie do lokalnego systemu plików, ale używa także blokad, aby umożliwić komputerom koordynowanie ich operacji wejścia/wyjścia tak, by utrzymać spójność systemu plików. Jedną z cech GFS-a jest doskonała spójność - zmiany wykonywane w systemie plików na jednej maszynie pokazują się natychmiast na wszystkich innych maszynach w klastrze. 
Umożliwia on bezpieczny jednoczesny dostęp do plików w trybie do zapisu i odczytu przez wiele węzłów klastra. Charakteryzuje się dobra skalowalnością i szybkim doprowadzeniem systemu plików po awarii do spójnego stanu. System obsługuje journaling z osobnymi dziennikami zapisu dla każdego węzła klastra. Architektura systemu plików umożliwia wydajne, skalowalne blokowanie plików oraz wybór mechanizmu blokowania. W odróżnieniu od centralnego serwera metadanych, GFS wyklucza powstawanie wąskich gardeł. Jest zgodny ze standardem POSIX.
GFS na początku posiadał zamknięte źródła, w tej chwili jest to produkt na licencji GPL, a udoskonalona wersja GFS2 jest w oficjalnych źródłach jądra Linux od wersji 2.6.19.